# Stade Dominique Diur
Le stade Dominique Diur est un stade omnisports qui est localisé au cœur de Kolwezi, le chef-lieu de la province de Lualaba en République démocratique du Congo. Outre le terrain de football, il dispose d'une piste d’athlétisme en tartan, un terrain mixte de basketball et de volleyball ainsi qu’un terrain de handball et aussi d’installations et du matériel pour satisfaire d’autres disciplines d’athlétisme tels que saut en longueur, saut en hauteur, lancer du poids, lancer du javelot. Il a une tribune de 600 places assises, ainsi qu’une tribune VIP et un gradin de 1500 places.
Dominique Diur (1929—1980) est un ancien gouverneur du Lualaba sous lequel la construction du stade a débuté.

## Histoire
- 2015 : début des travaux de réhabilitation financés par le gouvernement provincial[1].
- le 26 juin 2019 : il obtient le certificat Field de la FIFA qui s'étale sur une période de trois ans[3].
- le 26 septembre 2020 : inauguration du stade omnisports par le gouverneur de province[4].